# يورغن يوست
يورغن يوست (بالألمانية: Jürgen Jost)‏ (و. 1956  م) هو رياضياتي، وأستاذ جامعي ألماني، ولد في مونستر، هو عضوٌ في الأكاديمية الألمانية للعلوم ليوبولدينا (منذ 2002)، وأكاديمية ساكسون للعلوم (منذ 9 فبراير 2001)، ومجتمع الرياضيات الأمريكي.

## التعليم
تعلم في جامعة بون
.

## جوائز
حصل على جوائز منها:
- جائزة غوتفريد ويلهلم ليبنز (1993)
- زميل الجمعية الأمريكية للرياضيات